# Dąbrowa Górnicza Wschodnia
Dąbrowa Górnicza Wschodnia – stacja kolejowa w Dąbrowie Górniczej, w województwie śląskim, w Polsce. Wiata z ruiną kasy i poczekalni została wyburzona w lutym 2011.

## Ruch pasażerski
| Rok  | Wymiana pasażerska na dobę |
| ---- | -------------------------- |
| 2017 | 10-19                      |
| 2018 | 20-49                      |
| 2019 | 10-19                      |
| 2020 | 10-19                      |
| 2021 | 10-19                      |
| 2022 | 20-49                      |
| 2023 | 10-19                      |